# كورت فرك
كورت فرك (بالإنجليزية: Kurt Rub)‏ ولد بتاريخ 28 فبراير 1946 في سويسرا، هو دراج سويسري سابق.

## روابط خارجية
- كورت فرك على موقع أرشيف الدراجات (الإنجليزية)
- كورت فرك على موقع إحصائيات الدراجات الإحترافية (الإنجليزية)